# アイムジャグラーSP
アイムジャグラーSP（-エスピー）は、2009年7月に北電子が発売した5号機のパチスロ機。保安通信協会（保通協）における型式名は「アイムジャグラーSPVII」。

## 概要
5号機最初のジャグラーシリーズとして2007年に発売され、絶大な人気を誇った「アイムジャグラーEX」が2009年に設置期限切れを迎えるのに伴い、その後継機として開発された機種である。そのため主な機種仕様もアイムジャグラーEXのものを踏襲しているが、ボーナス中2枚掛けを要する所などは、むしろ「アイムジャグラー7」の仕様を受け継いでいる面もある。
ただし元々の販売台数があまり多くなかったこと、パチンコ店の大半が再認定手続きを行ってアイムジャグラーEXを残したこともあって、完全にアイムジャグラーEXを置き換えるまでには至らなかった。
初期出荷モデルはアイムジャグラーEXと比べてGOGOランプがやや小さく不評であったため、GOGOランプのサイズがアイムジャグラーEXと同程度に改善されたホワイトパネル(アイムホワイト)も存在する。
なお、ボーナス終了後100ゲーム以内のぞろ目ゲームでのBIG当選時のプレミアムBGMは、「運命」に加え新たに「革命のエチュード」が追加された。

## ボーナス確率
BIGは7絵柄揃い、REGは7・7・BARの1種類ずつ。
確率と機械割はメーカー発表値。
| 設定 | BIG確率 | REG確率 | 合成確率 | 機械割 |
| ---- | ------- | ------- | -------- | ------ |
| 1    | 1/287.4 | 1/442.8 | 1/174.3  | 95.9%  |
| 2    | 1/282.5 | 1/420.1 | 1/168.9  | 96.8%  |
| 3    | 1/282.5 | 1/327.7 | 1/151.7  | 98.9%  |
| 4    | 1/268.6 | 1/321.3 | 1/146.3  | 100.9% |
| 5    | 1/268.6 | 1/268.6 | 1/134.3  | 102.8% |
| 6    | 1/260.1 | 1/260.1 | 1/130.0  | 105.0% |